# Nati nel 1477
| Questa pagina contiene informazioni ricavate automaticamente dalle voci biografiche con l'ausilio del template Bio e di un bot. L'aggiornamento è periodico e automatico e ricostruisce completamente la pagina. Se manca una persona in questa lista, sei pregato di non aggiungerla, ma accertati piuttosto che la sua voce biografica contenga il template Bio e che i dati anagrafici siano correttamente compilati. Se il template Bio manca, inseriscilo tu stesso o, in alternativa, metti l'avviso {{tmp\|Bio}} che ne segnala la mancanza. Se i dati riportati sono sbagliati, correggi direttamente la voce biografica; le modifiche saranno visibili in questa lista entro pochi giorni. Per chiarimenti vedi il progetto biografie. La lista contiene solo le 40 persone che sono citate nell'enciclopedia e per le quali è stato implementato correttamente il template Bio. Pagina aggiornata al 18 ago 2025. |

- 13 gennaio - Henry Algernon Percy, V conte di Northumberland, conte britannico († 1527)
- 16 gennaio - Johannes Schöner, matematico e astrologo tedesco († 1547)
- 25 gennaio - Anna di Bretagna, sovrana († 1514)
- 3 febbraio - Pierio Valeriano, umanista, teologo e scrittore italiano († 1558)
- 20 marzo - Hieronymus Emser, teologo e umanista tedesco († 1527)
- 25 maggio - Angelo Marzi, vescovo cattolico italiano († 1546)
- 22 giugno - Thomas Grey, II marchese di Dorset, nobile inglese († 1530)
- 4 luglio - Giovanni Aventino, storico e filologo tedesco († 1534)
- 12 luglio - Jacopo Sadoleto, cardinale, vescovo cattolico e umanista italiano († 1547)
- 28 agosto - Lionello II Pio di Savoia, politico († 1571)
- 1º settembre - Fanfulla da Lodi, condottiero italiano († 1525)
- 11 settembre - Raffaello Botticini, pittore italiano († 1520)
- 19 settembre - Ferrante d'Este, nobile e condottiero italiano († 1540)
- 21 settembre - Mathias Zell, teologo tedesco († 1548)
- 17 ottobre - Laura Bentivoglio, nobile italiana († 1523)
- 5 dicembre - Baccio Valori, politico e condottiero italiano († 1537)
- Ludovico Aminale da Terni, cavaliere medievale italiano
- Giovanna d'Aragona, nobile italiana († 1510)
- Asakura Norikage, militare giapponese († 1555)
- Grifonetto Baglioni, politico italiano († 1500)
- Pierre de la Baume, cardinale e arcivescovo cattolico francese († 1544)
- Thomas Boleyn, I conte del Wiltshire, ambasciatore inglese († 1539)
- Gianvincenzo Carafa, cardinale e arcivescovo cattolico italiano († 1541)
- Cesare da Sesto, pittore italiano († 1523)
- Federico Delfino, astronomo, filosofo e matematico italiano († 1547)
- Galeazzo Farnese, condottiero italiano († 1529)
- Andrea di Cosimo Feltrini, pittore italiano († 1548)
- Ottaviano Fregoso, doge italiano († 1524)
- Francesco Gonzaga, cavaliere medievale italiano († 1511)
- Gaspare Grimaldi Bracelli, doge († 1552)
- Agazio Guidacerio, umanista, linguista e filologo italiano († 1542)
- Malik Muhammad Jayasi, poeta indiano († 1542)
- Lorenzo Leonbruno, pittore italiano († 1537)
- Luigi II d'Amboise, vescovo cattolico e cardinale francese († 1511)
- Lü Ji, pittore cinese
- Bartolomeo Maggi, medico e anatomista italiano († 1552)
- Antonio Sanseverino, cardinale e arcivescovo cattolico italiano († 1543)
- Ottaviano Maria Sforza, patriarca cattolico italiano († 1547)
- Lambert Simnel, britannico († 1525)
- Il Sodoma, pittore italiano († 1549)